# Pseudosimnia adriatica
Pseudosimnia adriatica is een slakkensoort uit de familie van de Ovulidae. De wetenschappelijke naam van de soort werd voor het eerst geldig gepubliceerd in 1828 door G.B. Sowerby I als Ovulum adriaticum.